# (8880) 1993 FT33
A (8880) 1993 FT33 a Naprendszer kisbolygóövében található aszteroida. Az UESAC program keretében fedezték fel 1993. március 19-én.